# Larsøya
Larsøya, ou île de Lars, est une île rocheuse de 370 mètres de long se situant à l'extrême sud-ouest de l'île Bouvet, dans l'océan Austral. Elle fut accostée pour la première fois en 1927 lors de l'expédition du capitaine norvégien Harald Horntvedt sur le Norvegia. Cette île a été nommée d'après Lars Christensen, sponsor de l'expédition.